# Mika Myllylä
Mika Kristian Myllylä (ur. 12 września 1969 w Haapajärvi, zm. 5 lipca 2011 w Kokkola) – fiński biegacz narciarski, sześciokrotny medalista olimpijski, dziewięciokrotny medalista mistrzostw świata. W latach 1997 i 1999 zdobył tytuł Fińskiego Sportowca Roku.

## Kariera
Po raz pierwszy na arenie międzynarodowej pojawił się w 1989 roku, startując na mistrzostwach świata juniorów w Vang. Zajął tam piąte miejsce w sztafecie, 25. miejsce w biegu na 10 km techniką klasyczną oraz 28. miejsce na dystansie 30 km stylem dowolnym.
Jego olimpijskim debiutem były igrzyska w Albertville. W swoim najlepszym występie na tych igrzyskach zajął 14. miejsce w biegu na 10 km techniką klasyczną. Na igrzyskach olimpijskich w Lillehammer zaprezentował się znacznie lepiej. W biegu na 50 km techniką klasyczną zdobył srebrny medal ulegając jedynie reprezentantowi Kazachstanu Władimirowi Smirnowowi, a w biegu na 30 km technika dowolną zdobył brązowy medal. Ponadto sztafeta fińska 4 × 10 km w składzie: Myllylä, Harri Kirvesniemi, Jari Räsänen i Jari Isometsä zdobyła brązowy medal. Igrzyska olimpijskie w Nagano były zarówno najlepszymi jak i ostatnimi w jego karierze. Został mistrzem olimpijskim w biegu na 30 km techniką klasyczną. Ponadto zdobył też brązowe medale w biegu na 10 m stylem klasycznym oraz w sztafecie 4 × 10 km.
W 1993 roku zadebiutował na mistrzostwach świata biorąc udział w mistrzostwach w Falun. Tam jego najlepszym indywidualnym wynikiem było 17. miejsce w biegu na 10 km stylem klasycznym. Dwa lata później, podczas mistrzostw świata w Thunder Bay zdobył swój pierwszy medal zajmując trzecie miejsce w biegu na 10 km techniką klasyczną. Swoją kolekcję medali powiększył na mistrzostwach świata w Trondheim. Zdobył złoty medal na dystansie 50 km stylem klasycznym, srebrny medal w biegu pościgowym 10+15 km oraz brązowe w biegu na 10 km techniką klasyczną oraz w sztafecie. Największe sukcesy osiągnął jednak na mistrzostwach świata w Ramsau, gdzie zdobył złote medale na 30 km technika dowolną, 10 i 50 km techniką klasyczną oraz srebrny w biegu pościgowym 10+15 km, gdzie wyprzedził go jedynie Thomas Alsgaard z Norwegii.
Najlepsze wyniki w Pucharze Świata osiągnął w sezonie 1996/1997, kiedy to zajął drugie miejsce w klasyfikacji generalnej, a w klasyfikacji biegów długodystansowych zdobył małą kryształową kulę. W sezonie 1998/1999 był trzeci zarówno w klasyfikacji generalnej jak i w klasyfikacji długodystansowej. Ponadto w sezonie 1997/1998 był drugi w klasyfikacji długodystansowej. Łącznie 25 razy stawał na podium, w tym 10 razy zwyciężał.
W roku 2001 zamieszany był wraz z innymi kolegami z reprezentacji (Jari Isometsä, Janne Immonen, Harri Kirvesniemi, Virpi Kuitunen, Milla Jauho) w największą aferę dopingową w historii fińskiego narciarstwa. Całej szóstce w czasie mistrzostw świata w Lahti udowodniono korzystanie z niedozwolonego preparatu HES. Wszyscy zostali zdyskwalifikowani na dwa lata.
Po upływie dwóch lat dyskwalifikacji próbował wrócić do sportu w 2003 roku. Pomimo dobrego występu w Biegu Wazów w 2003 roku oraz zdobyciu dwóch tytułów mistrza Finlandii w latach 2003-2004, nie występował już w znaczących zawodach międzynarodowych i w 2005 roku zakończył karierę.
Po zakończeniu kariery miał problemy z alkoholem, był m.in. wielokrotnie skazywany za jazdę samochodu pod wpływem alkoholu. Przyznał się także do stosowania EPO w latach 90.
Mika Myllylä został znaleziony martwy 5 lipca 2011 roku w swoim domu w miejscowości Kokkola w zachodniej Finlandii. Policja nie stwierdziła śladów przestępstwa.

## Osiągnięcia

### Igrzyska olimpijskie
| Miejsce | Dzień     | Rok  | Miejscowość | Konkurencja             | Czas biegu | Strata  | Zwycięzca        |
| ------- | --------- | ---- | ----------- | ----------------------- | ---------- | ------- | ---------------- |
| 34.     | 10 lutego | 1992 | Albertville | 30 km stylem klasycznym | 1:22:27,8  | +7:40,1 | Vegard Ulvang    |
| 14.     | 13 lutego | 1992 | Albertville | 10 km stylem klasycznym | 27:36,0    | +1:41,0 | Vegard Ulvang    |
| 20.     | 15 lutego | 1992 | Albertville | 10+15 km pościgowy      | 1:05:37,9  | +3:31,2 | Bjørn Dæhlie     |
| 3.      | 14 lutego | 1994 | Lillehammer | 30 km stylem dowolnym   | 1:12:26,4  | +1:48,1 | Thomas Alsgaard  |
| 6.      | 17 lutego | 1994 | Lillehammer | 10 km stylem klasycznym | 24:20,1    | +45,2   | Bjørn Dæhlie     |
| 4.      | 19 lutego | 1994 | Lillehammer | 10+15 km pościgowy      | 1:00:08,8  | +1:47,1 | Bjørn Dæhlie     |
| 3.      | 22 lutego | 1994 | Lillehammer | Sztafeta 4 × 10 km      | 1:41:15,0  | +1:00,6 | Włochy           |
| 2.      | 27 lutego | 1994 | Lillehammer | 50 km stylem klasycznym | 2:07:20,3  | +1:21,6 | Władimir Smirnow |
| 1.      | 9 lutego  | 1998 | Nagano      | 30 km stylem klasycznym | 1:33:55,8  | -       | -                |
| 3.      | 12 lutego | 1998 | Nagano      | 10 km stylem klasycznym | 27:24,5    | +15,6   | Bjørn Dæhlie     |
| 6.      | 14 lutego | 1998 | Nagano      | 10+15 km pościgowy      | 1:07:01,7  | +48,9   | Thomas Alsgaard  |
| 3.      | 17 lutego | 1998 | Nagano      | Sztafeta 4 × 10 km      | 1:40:55,7  | +1:19,8 | Norwegia         |

### Mistrzostwa świata
| Miejsce | Dzień     | Rok  | Miejscowość | Konkurencja             | Czas biegu | Strata  | Zwycięzca                     |
| ------- | --------- | ---- | ----------- | ----------------------- | ---------- | ------- | ----------------------------- |
| 23.     | 20 lutego | 1993 | Falun       | 30 km stylem klasycznym | 1:17:33,6  | +3:51,5 | Bjørn Dæhlie                  |
| 17.     | 22 lutego | 1993 | Falun       | 10 km stylem klasycznym | 24:51,6    | +1:08,6 | Sture Sivertsen               |
| 18.     | 24 lutego | 1993 | Falun       | 10+15 km pościgowy      | 1:01:45,0  | +3:51,5 | Bjørn Dæhlie Władimir Smirnow |
| 4.      | 26 lutego | 1993 | Falun       | Sztafeta 4 × 10 km      | 1:44:14,9  | +2:22,7 | Norwegia                      |
| 4.      | 9 marca   | 1995 | Thunder Bay | 30 km stylem klasycznym | 1:15:52,3  | +1:49,9 | Władimir Smirnow              |
| 3.      | 11 marca  | 1995 | Thunder Bay | 10 km stylem klasycznym | 24:52,3    | +19,2   | Władimir Smirnow              |
| 4.      | 13 marca  | 1995 | Thunder Bay | 10+15 km pościgowy      | 1:06:19,5  | +28,6   | Władimir Smirnow              |
| 10.     | 21 lutego | 1997 | Trondheim   | 30 km stylem dowolnym   | 1:06:28,2  | +1:54,0 | Aleksiej Prokurorow           |
| 3.      | 24 lutego | 1997 | Trondheim   | 10 km stylem klasycznym | 23:41,8    | +32,4   | Bjørn Dæhlie                  |
| 2.      | 25 lutego | 1997 | Trondheim   | 10+15 km pościgowy      | 1:00:11,1  | +50,1   | Bjørn Dæhlie                  |
| 2.      | 28 lutego | 1997 | Trondheim   | Sztafeta 4 × 10 km      | 1:37:06,1  | +2:11,2 | Norwegia                      |
| 1.      | 2 marca   | 1997 | Trondheim   | 50 km stylem klasycznym | 2:16:37,5  | -       | -                             |
| 1.      | 19 lutego | 1999 | Ramsau      | 30 km stylem dowolnym   | 1:15:26,2  | -       | -                             |
| 1.      | 22 lutego | 1999 | Ramsau      | 10 km stylem klasycznym | 24:19,2    | -       | -                             |
| 2.      | 23 lutego | 1999 | Ramsau      | 10+15 km pościgowy      | 1:05:54,9  | +0,7    | Thomas Alsgaard               |
| 5.      | 26 lutego | 1999 | Ramsau      | Sztafeta 4 × 10 km      | 1:35:07,5  | +1:48,8 | Austria                       |
| 1.      | 28 lutego | 1999 | Ramsau      | 50 km stylem klasycznym | 2:18:08,7  | -       | -                             |
| 1.      | 22 lutego | 2001 | Lahti       | Sztafeta 4 × 10 km      | 1:36:15,5  | -       | -                             |

### Mistrzostwa świata juniorów
| Miejsce | Dzień    | Rok  | Miejscowość | Konkurencja             | Wynik     | Strata  | Zwycięzca       |
| ------- | -------- | ---- | ----------- | ----------------------- | --------- | ------- | --------------- |
| 28.     | 16 marca | 1989 | Vang        | 30 km stylem dowolnym   | 1:25:09,0 | +6:07,9 | Johann Mühlegg  |
| 25.     | 18 marca | 1989 | Vang        | 10 km stylem klasycznym | 28:00,4   | +1:45,8 | Władimir Isupow |
| 5.      | 19 marca | 1989 | Vang        | Sztafeta 4 × 10 km      | 1:55:56,0 | +2:10,0 | ZSRR            |

### Puchar Świata

#### Miejsca w klasyfikacji generalnej
- sezon 1991/1992: 32.
- sezon 1992/1993: 34.
- sezon 1993/1994: 4.
- sezon 1994/1995: 8.
- sezon 1995/1996: 14.
- sezon 1996/1997: 2.
- sezon 1997/1998: 7.
- sezon 1998/1999: 3.
- sezon 1999/2000: 39.
- sezon 2000/2001: 33.

#### Zwycięstwa w zawodach
| Nr  | Dzień      | Rok  | Miejscowość | Konkurencja          | Czas biegu |
| --- | ---------- | ---- | ----------- | -------------------- | ---------- |
| 1.  | 7 grudnia  | 1996 | Davos       | 10 km st. klasycznym | 26:02,0    |
| 2.  | 4 stycznia | 1997 | Kawgołowo   | 30 km st. dowolnym   | 1:12:47,0  |
| 3.  | 2 marca    | 1997 | Trondheim   | 50 km st. klasycznym | 2:16:37,5  |
| 4.  | 3 stycznia | 1998 | Kawgołowo   | 30 km st. dowolnym   | 1:11:46,3  |
| 5.  | 14 lutego  | 1999 | Seefeld     | 10 km st. dowolnym   | 26:08,5    |
| 6.  | 19 lutego  | 1999 | Ramsau      | 30 km st. dowolnym   | 1:15:26,2  |
| 7.  | 22 lutego  | 1999 | Ramsau      | 10 km st. klasycznym | 24:19,2    |
| 8.  | 28 lutego  | 1999 | Ramsau      | 50 km st. klasycznym | 2:18:08,7  |
| 9.  | 2 lutego   | 2000 | Trondheim   | 10 km st. dowolnym   | 24:53,1    |
| 10. | 20 grudnia | 2000 | Davos       | 30 km st. klasycznym | 1:19:33,9  |

#### Miejsca na podium
| Nr  | Dzień       | Rok  | Miejscowość    | Konkurencja                    | Czas biegu | Pozycja | Strata | Zwycięzca         |
| --- | ----------- | ---- | -------------- | ------------------------------ | ---------- | ------- | ------ | ----------------- |
| 1.  | 9 stycznia  | 1994 | Kawgołowo      | 15 km st. klasycznym           | 42:54,2    | +59,8   | 3      | Władimir Smirnow  |
| 2.  | 15 stycznia | 1994 | Oslo           | 15 km st. dowolnym             | 37:14,2    | +29,5   | 3      | Władimir Smirnow  |
| 3.  | 14 lutego   | 1994 | Lillehammer    | 30 km st. dowolnym             | 1:14:14,5  | +1:48,1 | 3      | Thomas Alsgaard   |
| 4.  | 27 lutego   | 1994 | Lillehammer    | 50 km st. klasycznym           | 2:08:41,9  | +1:21,6 | 2      | Władimir Smirnow  |
| 5.  | 12 marca    | 1994 | Falun          | 30 km st. klasycznym           | 1:22:11,6  | +27,3   | 2      | Harri Kirvesniemi |
| 6.  | 11 marca    | 1995 | Thunder Bay    | 10 km st. klasycznym           | 25:11,5    | +19,2   | 3      | Władimir Smirnow  |
| 7.  | 16 grudnia  | 1995 | Santa Caterina | 10 km st. klasycznym           | 26:06,6    | +31,0   | 3      | Bjørn Dæhlie      |
| 8.  | 13 stycznia | 1996 | Nové Město     | 15 km st. klasycznym           | 40:47,4    | +36,1   | 3      | Władimir Smirnow  |
| 9.  | 7 grudnia   | 1996 | Davos          | 10 km st. klasycznym           | 26:02,0    | -       | 1      | -                 |
| 10. | 4 stycznia  | 1997 | Kawgołowo      | 30 km st. dowolnym             | 1:12:47,0  | -       | 1      | -                 |
| 11. | 19 stycznia | 1997 | Lahti          | 30 km st. klasycznym           | 1:15:53,0  | +24,8   | 2      | Władimir Smirnow  |
| 12. | 24 lutego   | 1997 | Trondheim      | 10 km st. klasycznym           | 24:14,2    | +32,4   | 3      | Bjørn Dæhlie      |
| 13. | 25 lutego   | 1997 | Trondheim      | 15 km st. dowolnym (pościgowy) | 1:01:01,2  | +50,1   | 2      | Bjørn Dæhlie      |
| 14. | 2 marca     | 1997 | Trondheim      | 50 km st. klasycznym           | 2:16:37,5  | -       | 1      | -                 |
| 15. | 3 stycznia  | 1998 | Kawgołowo      | 30 km st. dowolnym             | 1:11:46,3  | -       | 1      | -                 |
| 16. | 8 stycznia  | 1998 | Ramsau         | 15 km st. klasycznym           | 36:23,5    | +0,9    | 2      | Thomas Alsgaard   |
| 17. | 5 stycznia  | 1999 | Otepää         | 15 km st. klasycznym           | 40:48,3    | +39,7   | 2      | Espen Bjervig     |
| 18. | 14 lutego   | 1999 | Seefeld        | 10 km st. dowolnym             | 26:08,5    | -       | 1      |                   |
| 19. | 19 lutego   | 1999 | Ramsau         | 30 km st. dowolnym             | 1:15:26,2  | -       | 1      | -                 |
| 20. | 22 lutego   | 1999 | Ramsau         | 10 km st. klasycznym           | 24:19,2    | -       | 1      | -                 |
| 21. | 23 lutego   | 1999 | Ramsau         | 15 km st. dowolnym (pościgowy) | 1:05:55,6  | +0,7    | 2      | Thomas Alsgaard   |
| 22. | 28 lutego   | 1999 | Ramsau         | 50 km st. klasycznym           | 2:18:08,7  | -       | 1      | -                 |
| 23. | 13 marca    | 1999 | Falun          | 30 km st. klasycznym           | 1:17:21,9  | +18,3   | 3      | Anders Bergström  |
| 24. | 2 lutego    | 2000 | Trondheim      | 10 km st. dowolnym             | 24:53,1    | -       | 1      | -                 |
| 25. | 20 grudnia  | 2000 | Davos          | 30 km st. klasycznym           | 1:19:33,9  | -       | 1      | -                 |